# مقام أبو عبيدة عامر بن الجراح
مقام الصحابي أبو عبيدة عامر بن الجراح يقع في خربة جمرين قضاء صوريف جنوب الضفة الغربية في فلسطين، اعتماداً على الروايات التي وصلت لسكان القرية من جيل إلى جيل تؤكد أن الصحابي الجليل أبو عبيدة بن الجراح قد عسكر بجيشه لعدة أيام في هذا المكان أثناء عبوره إلى معركة أجنادين. حيث قام بتشييد المقام المتواجد حالياً، وهو عبارة عن غرفة واحدة بطول 7 أمتار وعرض 7 أمتار لها بابٌ واحد وشباك ومئذنة ارتفاعها 4 امتار .وبالقرب من هذا البناء الذي يستخدم في هذه الأيام مسجداً، تتواجد مغارة (كهف) في الناحية الجنوبية بداخلها ضريح يعود لأحد الصالحين.كما ويوجد ارض وقفية تتبع للمقام مساحتها 30 دونماً فيها عشرات المنازل والبيوت والكهوف والقبور القديمة التي يقدر عمرها بأكثر من 500 عام، ومن الناحية الشمالية يوجد بعض أشجار الزيتون والصنوبر المعمرة والتي يعود تاريخها لمئات السنين .